# فوده بویا کامارا
فوده بویا کامارا (انگلیسی: Fodé Bouya Camara؛ زادهٔ ۱۹۴۶) بازیکن فوتبال اهل گینه بود.
وی همچنین در تیم ملی فوتبال گینه بازی کرده است.